# Fanny Marchiò
Fanny Marchiò, née à Corfou le 1er juin 1904 et morte à Bologne le 6 septembre 1980, est une actrice italienne.

## Biographie
Fanny Marchiò est née à Corfou dans une famille italienne, ses parents étaient tous deux acteurs.
Elle a été l'épouse de Renato Navarrini.

## Filmographie partielle
- 1938 : Per uomini soli de  Guido Brignone
- 1938 : La dama bianca de Mario Mattoli
- 1943 : La Femme de la montagne (La donna della montagna) de Renato Castellani
- 1944 : Quartieri alti de Mario Soldati
- 1950 : Les Feux du music-hall (Luci del varietà) d'Alberto Lattuada et Federico Fellini
- 1952 : Le Cheik blanc (Lo sceicco bianco) de Federico Fellini